# س. جين كندريك
س. جين كندريك (بالإنجليزية: C. Jane Kendrick)‏ هي صحفية وكاتبة العمود أمريكية، ولدت في 14 مارس 1977 في دنفر في الولايات المتحدة.